# Bangana lemassoni
Cá rầm xanh hay cá dầm xanh (Danh pháp khoa học: Decorus lemassoni) là một loài cá trong họ cá chép Cyprinidae. Cá Rầm xanh sống ở đáy và kề đáy, nơi nước trong, nước chảy, đáy nhiều sỏi đá và rong rêu. Cá xuất hiện nhiều vào mùa đông (mùa cá đẻ) còn các mùa khác ít thấy.

## Phân bố
Trên thế giới chúng có ở Trung Quốc (Vân Nam), Bắc Lào và Bắc Việt Nam. Các tỉnh miền núi phía Bắc, tập trung ở vùng trung và thượng lưu các sông lớn thuộc hệ thống sông Hồng (sông Đà, sông Thao, sông Chảy, sông Lô, sông Gâm), hệ thống sông Thái Bình (sông Cầu, sông Thương), sông Mã, sông Cả, sông Lam. Giới hạn thấp nhất về phía Nam của cá Rầm xanh là Quảng Nam (sông Thu Bồn) và Quảng Ngãi (sông Trà Khúc). 

## Mô tả

### Phần đầu
Viền của môi trên nhô ra có nếp nhăn rãnh ngang. Miệng dưới, hướng ngang, có hình cong. Hàm dưới và môi dưới tách rời thành rãnh sâu. Viền môi trên có khía tua nhỏ không rõ ràng. Phía trong môi dưới và phía cạnh có mấu thịt tròn, nhỏ, dầy. Da mõm, rãnh sâu của da mõm và môi trên kéo dài về phía sau quá góc trong của miệng, gấp thành rãnh sau môi. Rãnh sau môi rất sâu chỉ hạn chế ở góc miệng và không thông với nhau. Rãnh cằm có một đôi và nông. Hàm dưới phát triển, cạnh có chất sừng nâu mỏng nhọn. Râu có 2 đôi. Mắt tương đối lớn, nắm ở mé trên. Khoảng cách mắt rộng. Màng mang liền với eo mang.

### Phần thân
Thân dài, dẹp bên, thuôn về phía đuôi. Vảy trên đường bên 42 - 44. Viền lưng và viền bụng nhô lên, độ cong tương đương nhau. Mõm nhô ra, mút trước tròn tầy, trên có kết hạch tròn to, chỉ hạn chế ở phía trước của rãnh bên. Da mõm phần giữa của viền bên có lỗ khuyết nhỏ, phía bụng bao cong lại đậy không tới phần giữa của môi trên, chỉ có 2 bên môi trên lộ hẳn ra. Thân cá màu nâu xám, bụng trắng nhạt. Phần gốc vẩy trên thân có đốm đen. Vây lưng có viền hơi đen. Các vây khác màu xám. Vây lưng không có gai cứng, viền sau bằng hoặc hơi lồi, khởi điểm trước khởi điểm vây bụng, gần mõm hơi gốc vây đuôi. Ruột cá rất dài gấp nhiều lần chiều dài thân.

### Phần đuôi
Vây hậu môn có khởi gần khởi điểm vây bụng hơn gốc vây đuôi, mút sau chưa tới gốc vây đuôi. Vây ngực mút sau cách gốc vây bụng 6 vẩy. Vây bụng kéo dài vượt quá hậu môn. Vây đuôi phân thuỳ, mút cuối hơi nhọn. Vẩy phần ngực nhỏ. Vẩy trước vây lưng thay đổi không thành hàng. Gốc vây bụng có 2 vẩy nách nhọn dài. Gốc vây lưng và vây hậu môn có hàng vẩy bao. Đường bên thẳng đi vào giữa chiều cao thân. Hậu môn sát vây hậu môn.

## Sinh thái
Cá có kích thước tương đối lớn, cá thể nặng nhất tới 6 đến 7 kg, trung bình 1–2 kg. Những cá nghiên cứu lớn nhất đã gặp ở năm thứ 5 (4 tuổi). Cá lớn rất nhanh trong 2 năm đầu, sau đó giảm đi rõ rệt. Cá hơn 1 tuổi chiều dài 30,5 cm, 2 tuổi dài 42 cm, 3 tuổi dài 49 cm và cá 4 tuổi dài 56 cm. Thức ăn chủ yếu của cá là Tảo bám trên đá và các giá thể khác nhờ viền môi sừng sắc. Thức ăn gốm nhiều loài của Diatomae, Chlorophyta... mùn bã và một số động vật không xương sống khác.
Cá thành thục vào năm thứ 2, chiều dài 38,5 cm. Mùa cá đẻ vào tháng 12 - 2 năm sau. Cá dài 45 cm nặng 2100 g chứa 37000 trứng. Trứng màu xanh tương đối đều, đường kính tới 1,3 - 1,4 mm. Bãi cá đẻ là nơi nước chảy xiết, đáy đá sỏi. Khi đẻ cá thường tập trung thành đàn lớn, ưa đẻ vào ban đêm, nhiệt độ thấp.